# Workers & Resources: Soviet Republic
Workers & Resources: Soviet Republic é um jogo eletrônico de simulação de construção e gerenciamento de cidade desenvolvido e lançado pelo estúdio de jogos eslovaco 3Division em 2019.

## Descrição do jogo
O jogo é somente para um jogador e com final aberto. Os jogadores se envolvem em planejamento urbano e industrial com vários níveis de complexidade. Os jogadores podem optar por ativar ou desativar os requisitos de aquecimento e eletricidade para edifícios, requisitos de combustível para veículos e um sistema educacional complexo (os pais não podem trabalhar sem uma escola para crianças pequenas). A construção é realizada rapidamente com dinheiro ou de forma mais realista através do uso de escritórios de construção e recursos adquiridos. Os bens produzidos podem ser vendidos ao Pacto de Varsóvia (geralmente) ou ao Ocidente, ou colocados em uso na república.
Workers & Resources: Soviet Republic foi desenvolvido com base no sucesso anterior de outros jogos semelhantes do gênero, incluindo Cities: Skylines e Transport Fever. No entanto, ao contrário destes jogos, o foco de Workers & Resources: Soviet Republic é simular os sistemas econômicos dos Estados Socialistas durante a era da Guerra Fria, com o jogo sendo ambientado entre as décadas de 1960 e 1990, embora não haja limite de tempo final.
O jogo foi lançado pela primeira vez em acesso antecipado para PC para Microsoft Windows em 15 de março de 2019 no distribuidor de videogame online Steam.
Em fevereiro de 2023, o jogo foi retirado da Steam por conta de uma petição de DMCA emitida por um modder sobre os direitos de um modo realista concebido pelo mesmo e que a 3Division havia planejado incorporar – com créditos – no futuro.

## Recepção
Workers & Resources recebeu críticas positivas de críticos e jogadores durante o acesso antecipado, embora alguns criticassem a falta de tutoriais do jogo nos estágios iniciais. De acordo com o agregador de análises do Steam, o jogo atualmente tem uma pontuação vitalícia de análises "muito positivas", e o software da API do Steam, Playtracker, estima que cerca de 144 000 cópias foram vendidas.